# Giovanni Pietro Maffei
Giovanni Pietro Maffei (Bérgamo, 1533, Tívoli, 20 de octubre de 1603) fue un jesuita, escritor e historiador italiano.

## Biografía
Antes de entrar en la Compañía de Jesús, enseñó retórica en Génova, y había sido secretario (1563-1564) de la ciudad. Todavía novicio, empezó a traducir al latín clásico una obra de Manuel da Costa sobre las misiones jesuitas de Asia y, en un apéndice, incluyó varias cartas de misioneros jesuitas. El volumen apareció (1571) en Dilinga con el título Rerum a Societate Iesu in Oriente gestarum. De 1566 a 1568, enseñó retórica, en sustituciôn de Pedro Juan Perpiñán, en el Collegio Romano, mientras continuaba el estudio de la teología. En 1573, el nuevo General Everardo Mercuriano le encargó que escribiese una nueva vida de Ignacio de Loyola para renovar la anterior de Pedro de Ribadeneira. Mientras reunía materiales y componía su obra, Maffei se vio involucrado con Achille Gagliardi y Benedetto Giustiniani (1578) en una especie de complot contra Mercuriano, en el que se llegó hasta presentar un manifiesto anónimo a Gregorio XIII. Esto provocó que Maffei fuese sacado de Roma y confinado a Siena. Mientras tanto, el cardenal Enrique I de Portugal había instado al P. General le pusiese a su disposición un historiador experto para escribir la historia de las conquistas y misiones portuguesas en Asia. El cardenal y el General pensaron en Maffei, quien con su Rerum... había logrado una cierta fama. Salió, pues, de Italia para Portugal en 1579, donde trabajó con un ayudante, João Rebelo, por cinco años en Lisboa y Coímbra y, cuando los dos fueron a Roma en octubre de 1584, otros tres años hasta completar la obra. Historiarum Indicarum libri XVI apareció en 1588, y conoció varias ediciones ulteriores y traducciones. Queda como la obra maestra de Maffei. Su vida de Ignacio, enriquecida con documentos recogidos en España, se había publicado en Roma poco después de su vuelta a la ciudad.
Durante los últimos quince años de su vida, sufrió muchas dificultades y vicisitudes, al serle confiadas tareas más temidas que ambicionadas, además de sentirse no bien visto en Roma. Se le encuentra sucesivamente en Plasencia, Milán, Padua, Tívoli, Frascati, Siena, Perugia, y cuando iba a Roma, siempre era por poco tiempo y preferentemente en las vecinas Tívoli o Frascati. El P. General Claudio Acquaviva le mostró su confianza y apoyo, y le pidió que escribiera las vidas de algunos santos para la lectura del comedor; éstas se publicaron como Vite di tredici confessori. Una tarea mucho más difícil fue la de escribir los anales del pontificado de Gregorio XIII, como le ordenó Acquaviva en 1589. Maffei se acobardó ante el trabajo, porque creía que era imposible no traicionar la verdad, o herir los sentimientos de los partidarios políticos o de los opositores de Gregorio XIII. En 1593 pidió que se le relevase del empeño, pero dos años después Acquaviva le urgió a reanudar la obra. Los Anales se terminaron avanzado 1597, pero al suscitar muchas críticas, no se imprimieron hasta 1742. De los Anales de Sixto V, se escribieron solo tres libros, que se publicaron en 1746.